# Kaliwerk Ronnenberg

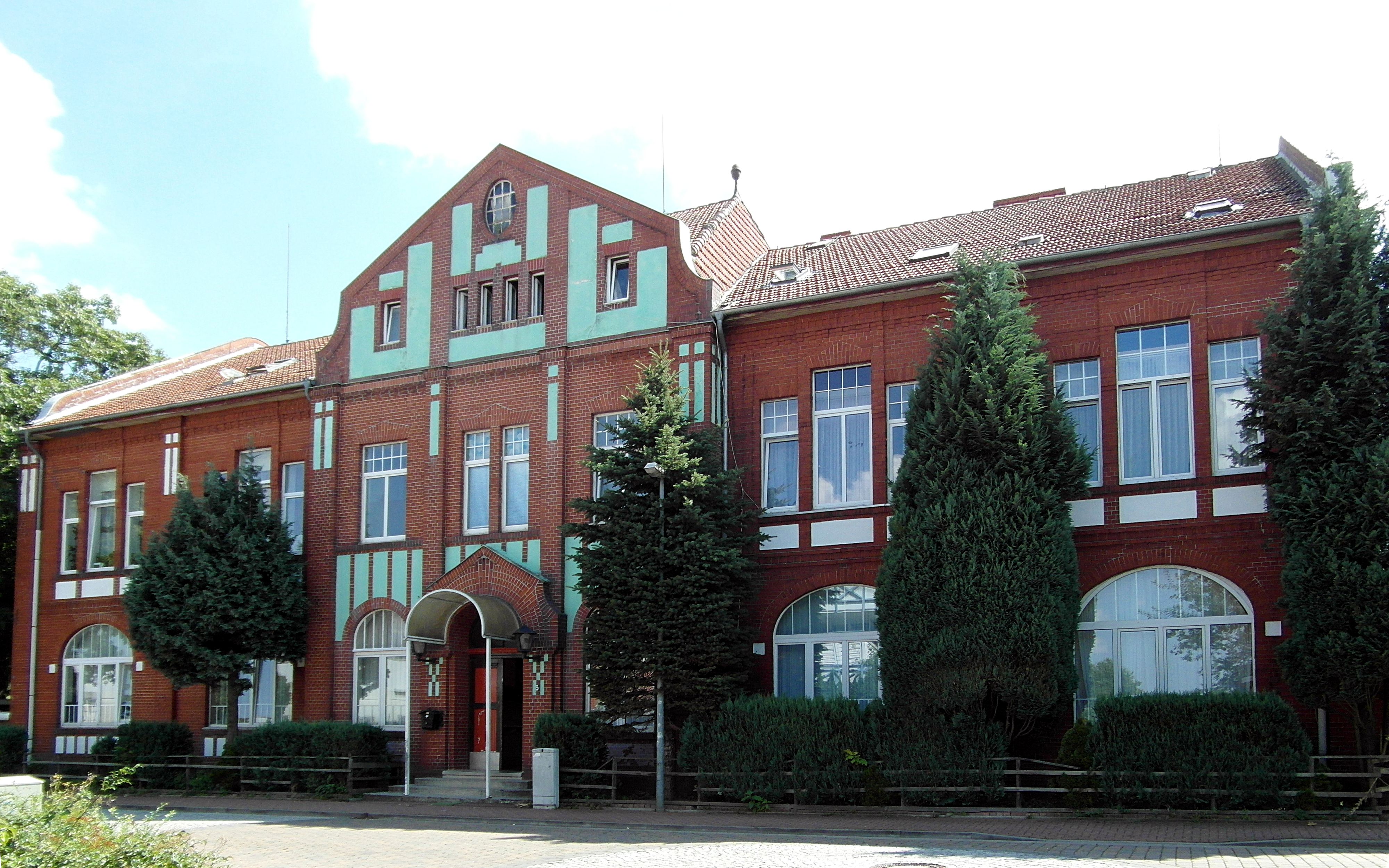
Ehemaliges Verwaltungsgebäude des Kaliwerks Ronnenberg

Das Kaliwerk Ronnenberg ist ein ehemaliges Kalibergwerk in Ronnenberg in der Region Hannover. Das Werk war jahrzehntelang der bestimmende Wirtschaftsfaktor Ronnenbergs, die Abraumhalde ortsbildprägend.

## Geographie
Das Kaliwerk lag im Bereich des Benther Salzstocks. Dieser erstreckt sich mit etwa acht Kilometern Länge vom Ronnenberger Stadtteil Weetzen zwischen Ronnenberg, Benthe, Empelde bis zu den hannoverschen Stadtteilen Badenstedt und Davenstedt.

### Geologie
Die Salze des Benther Salzstocks wurden in der Zechsteinzeit, vor 250 bis 230 Millionen Jahren, aus dem Meerwasser abgelagert. Die ehemals flach gelagerten Schichten wurden vor etwa 160 Millionen Jahren tektonisch bis über das heutige Bodenniveau aufgewölbt. Die Kali- und Steinsalze in den oberen Bereichen wurden durch Umwelteinflüsse gelöst, so dass der heutige Salzspiegel etwa 100 bis 150 m unter der Erdoberfläche liegt.

## Geschichte
Salz wurde in der Gegend schon vor 1100 Jahren aus später versiegten Quellen im Gebiet von Empelde gewonnen. Dies fand jedoch wenig Beachtung, bis in den 1830er-Jahren der Bau der Saline Egestorffshall im damals noch selbstständigen Badenstedt begann. Dabei stellte sich heraus, dass sich die Salzausbeute durch Verarbeitung von Sole aus Bohrungen gegenüber der Verarbeitung von Oberflächenwässern steigerte.

### Vorgängerunternehmen
In den Jahren um die Jahrhundertwende 1900 entstanden auf dem heutigen Gebiet der Stadt Ronnenberg vier Schächte verschiedener Kalisalzbergwerke auf dem Benther Salzstock.

#### Schacht Albert

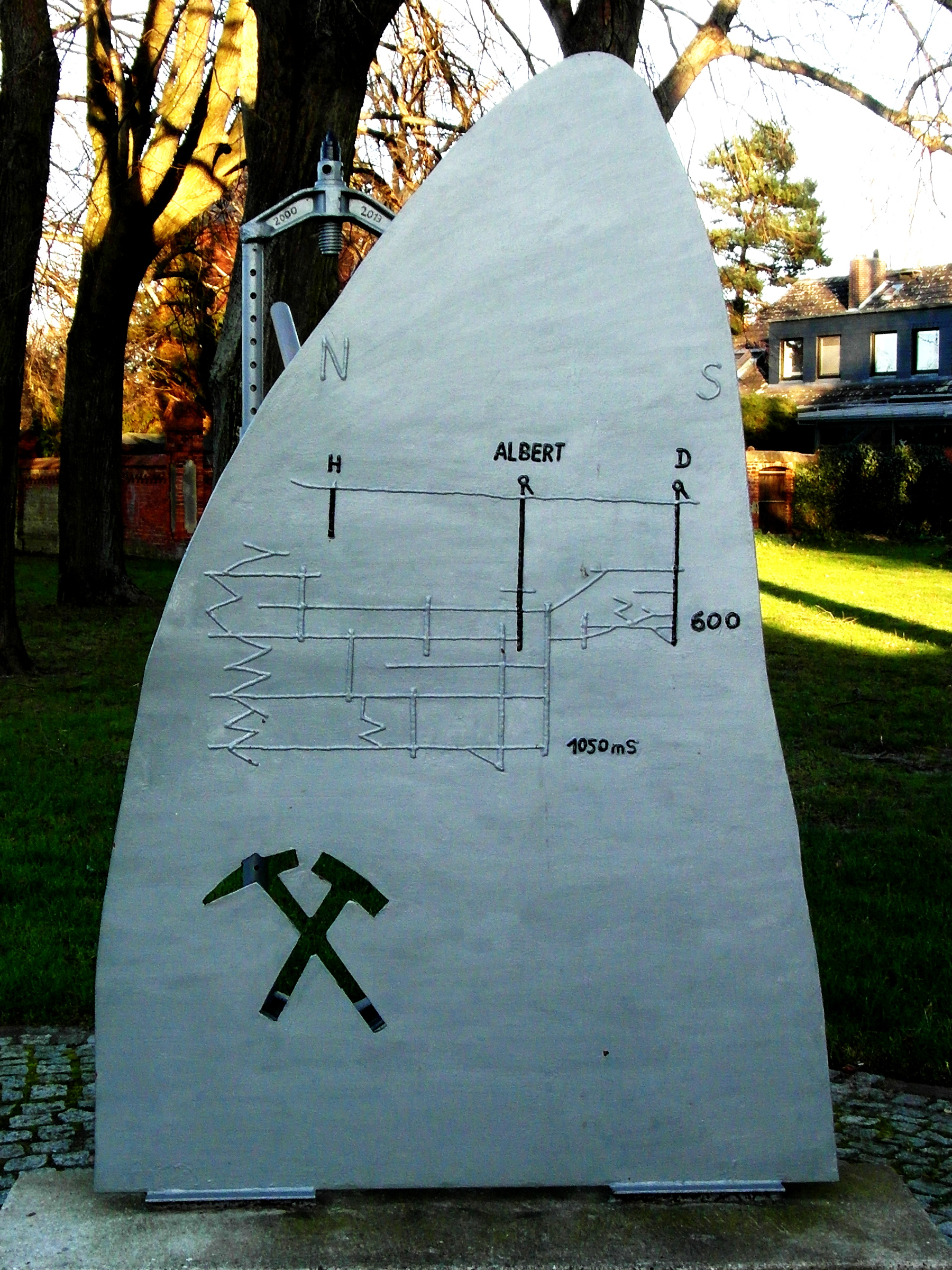
Nord-Süd-Schnitt durch das Kaliwerk Ronnenberg (vom Bergmannsverein Ronnenberg aufgestelltes Denkmal)

Die Alkaliwerke Ronnenberg AG begann am 28. März 1898 mit dem Abteufen ihres Schachts Albert am Rande von Ronnenberg. Man hatte hochwertige Kalisalze mit einem Chlorkaliumgehalt von 37 bis 89 v. H. angetroffen. Der Bau wurde durch mehrere Wassereinbrüche behindert, so dass die Förderung erst am 6. Dezember 1905 aufgenommen werden konnte.▼ Das geförderte Material wurde in einer Fabrik auf dem Werksgelände aufbereitet und per Bahn abtransportiert. Das Salz war von sehr guter Beschaffenheit und konnte ohne Aufbereitung in den Handel gebracht werden.
Durch Erweiterungen und die Übernahme der benachbarten Kaliwerke in Weetzen und Benthe stieg die Fördermenge auf etwa 225.000 t im Jahr 1927.

#### Schacht Herrmann
In der Gemarkung Benthe wechselten zwischen 1894 und 1901 mehrmals die Besitzer der Salzabbaurechte. Nach fünf Tiefbohrungen begann am 12. April 1899 östlich von Benthe das Abteufen des Schachts Herrmann.▼ Während der Bauphase kam es zu mehreren schweren Wassereinbrüchen, die sich nicht beherrschen ließen. Statt im Schacht gewann die Kaliwerke Benthe AG ab dem Jahr 1902 in der Saline Benthe Salz aus der aus den Schacht gepumpten Lauge. Im Jahr 1904 produzierten so 100 Beschäftigte 15.000 t Salz. Im Mai 1911 wurde der Betrieb wegen mangelnder Rentabilität eingestellt. Nach dem Ersten Weltkrieg übernahmen im Jahr 1923 die Alkaliwerke Ronnenberg das Unternehmen.  Der Schacht Herrmann wurde bis in die 1970er Jahre zum Versenken von Restlaugen aus der Kaliaufbereitung am Schacht Albert genutzt. Die Abbaurechte im nördlichen Teil der Gemarkung Benthe wurden in den 1930er-Jahren an das Kaliwerk Hansa abgetreten.

#### Schacht Deutschland
Die 1898 gegründete Kalibohrgesellschaft Franzburg-Gerden benannte sich 1899 in Gewerkschaft Deutschland um und fusionierte 1900 mit der Gewerkschaft Justenberg. Sie fand bei Bohrungen in bis zu 1009 m Tiefe an verschiedenen Stellen im Landkreis Linden mögliche Schachtansatzpunkte.
Am 29. Dezember 1904 begann die Gewerkschaft Deutschland mit dem Bau ihres Schachtes Deutschland in der Gemarkung Weetzen.▼ Seit dem Jahr 1911 bestand unter Tage eine Verbindung zum Schacht Albert. Im Jahr 1913 übernahmen die Alkaliwerke Ronnenberg die Gewerkschaft Deutschland. Von 1971 bis 1974 wurde aus Schacht Deutschland nochmals Steinsalz gefördert.

### Weitere Kaliunternehmen in Ronnenberg

#### Schacht Hansa
In der Gemarkung Empelde begann im Jahr 1896 die Gewerkschaft Hansa-Silberberg mit dem Abteufen des Schachts Hansa. Bis 1973 konkurrierte dieses in Belegschaftszahl, Fördermenge und Schachttiefe vergleichbare Kaliwerk mit dem in Ronnenberg.

#### Gute Hoffnung
Östlich des Benther Salzstocks blieben im Jahr 1898 zwei Bohrungen durch die Kalibohrgesellschaft Gute Hoffnung (nördlich von Vörie sowie 500 m westlich von Ihme) ohne Erfolg.

### Kaliwerk Ronnenberg
Die Alkaliwerke Ronnenberg wurden 1928 als Kaliwerk Ronnenberg von der Kali Chemie AG übernommen.
Die technische Modernisierung vor allem in den 1960er-Jahren ermöglichte bei gleichzeitig auf zuletzt etwa 400 Mitarbeiter sinkender Beschäftigtenzahl eine Steigerung der Fördermenge bis auf 840.000 t im Jahr 1974.

#### Das Ende
Nachdem es schon früher immer wieder zu Wassereinbrüchen gekommen war, führte ein weiterer zur Stilllegung des Bergwerks. Als im Sommer 1975 in kurzer Zeit etwa 7 Millionen m³ Lauge in die Grube eindrangen, kam es ab dem 24. Juli in einem 25 km² großen Gebiet um Ronnenberg zu über 800 Gebäudeschäden, Erdsenkungen und Einbrüchen Das Grubengebäude wurde aus Sicherheitsgründen durch Entlastungsbohrungen geflutet und zum Jahresende 1975 aufgegeben.

## Werkbahn
Das Werk verfügte über eine Werkbahn mit drei Übergabegleisen am Fuß der Abraumhalde parallel zur Bahnstrecke Hannover–Altenbeken. Zwei im Jahr 1920 gebaute Dampflokomotiven sind im Bestand des Vereins Verkehrsamateure und Museumsbahn in Schönberger Strand erhalten. Eine der Lokomotiven wurde bis 1971, die andere bis 1975 im Kaliwerk Ronnenberg eingesetzt. Die 1964 gebaute Diesellokomotive vom Typ O&K MB 7 N gelangte nach der Werksschließung zum Werk Nienburg der Kali-Chemie.
Der Schacht in Weetzen verfügte über ein Anschlussgleis zum Bahnhof Weetzen, das Schachtgelände in Benthe war über ein Gleis vom Bahnhof Ronnenberg erreichbar. Beide Gleisanschlüsse wurden in den 1970er-Jahren abgebaut. Ende der 1990er-Jahre wurden auch die Übergabegleise demontiert.

## Nachfolgenutzung

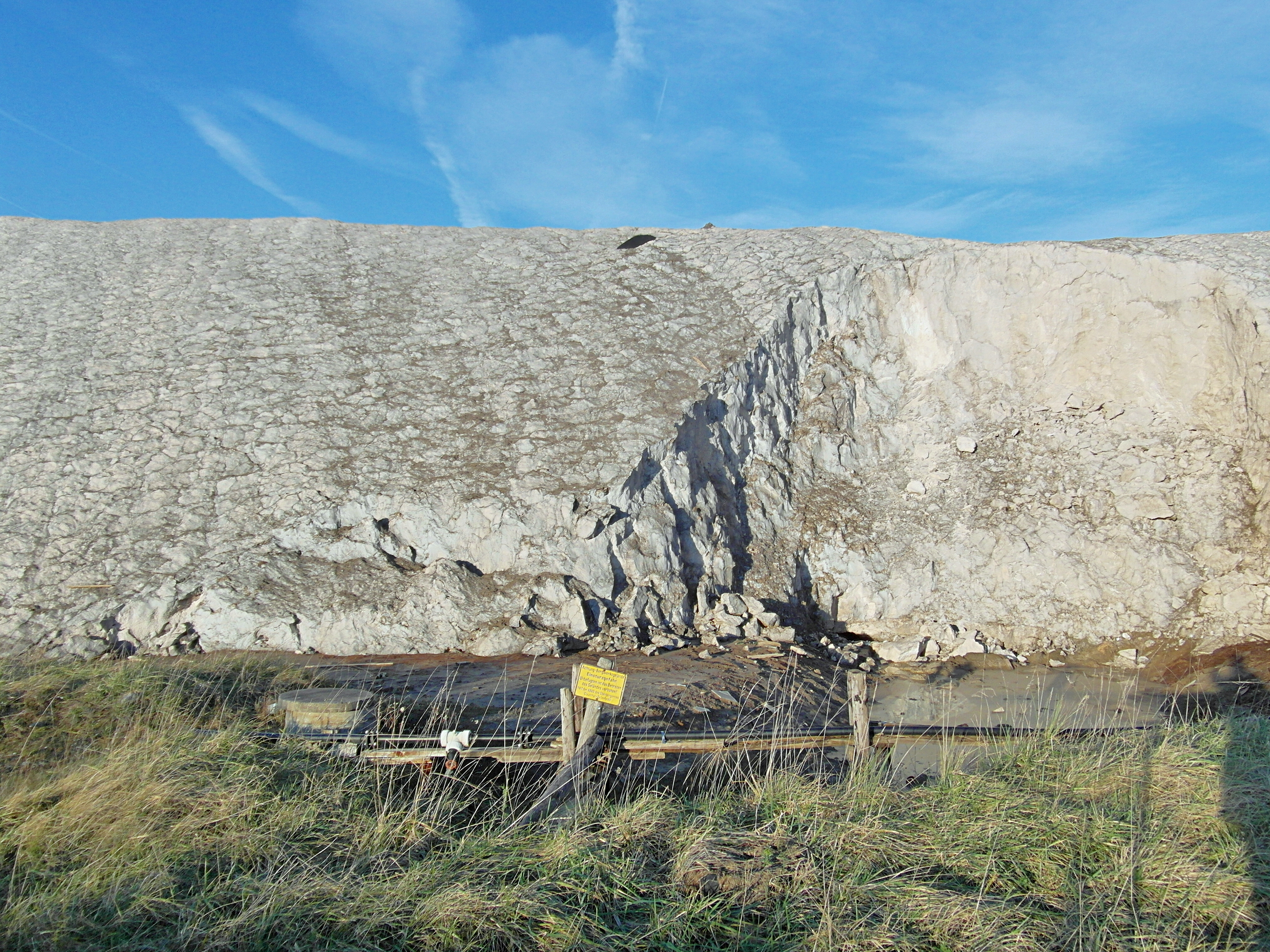
Südflanke der verbliebenen Abraumhalde

Die kleine Abraumhalde am Schacht Deutschland wurde abgetragen und mit Lastkraftwagen auf die Halde Ronnenberg verlagert. Aus der Halde Ronnenberg wurde in den 1990er-Jahren Versatzmaterial für die Verfüllung von Hohlräumen der Schachtanlage Asse gewonnen. Hierzu entstand eine Verladeeinrichtung an den ehemaligen Übergabegleisen der Werksbahn. Nach Ende dieser Maßnahme verblieb der Haldenstumpf, der weiterhin über eine 7 km lange Soleleitung entwässert wird.
Die Betriebsgebäude wurden abgerissen, auf dem Gelände entstand ein Wohngebiet. Mehrere Bergmannssiedlungen sind erhalten. Verwaltungsgebäude und Direktorenvillen in Ronnenberg und Weetzen sind als Baudenkmale geschützt. An die Ronnenberger Kalibergbaugeschichte erinnert eine Dauerausstellung im Heimatmuseum Ronnenberg.

## Ökologie
Ein Teil der Halde ist als Binnensalzstelle am Kaliwerk Ronnenberg nach FFH-Richtlinie geschützt.